# Alue Kiran
Alue Kiran is een bestuurslaag in het regentschap Aceh Utara van de provincie Atjeh, Indonesië. Alue Kiran telt 323 inwoners (volkstelling 2010).